# Systema Naturae
Systema Naturae (đôi khi được viết là Systema Naturæ với vần æ) là một trong những tác phẩm chính của nhà thực vật học, động vật học và bác sĩ người Thụy Điển Carolus Linnaeus (1707-1778) và sách này giới thiệu về phân loại học Linnaean. Mặc dù hệ thống này, hiện được gọi là danh pháp hai phần, đã được phát triển một phần bởi hai anh em Gaspard và Johann từ 200 năm trước đó, Linnaeus là người đầu tiên sử dụng thuật ngữ này một cách nhất quán  trong suốt quyển sách của ông. Quyển sách được xuất bản lần đầu tiên năm 1735. Tên đầy đủ của lần tái bản thứ 10 (1758) có tên là Systema naturæ per regna tria naturæ, secundum classes, ordines, genera, species, cum characteribus, differentiis, synonymis, locis tạm dịch là: "Hệ thống về tự nhiên qua cách nhìn về 3 giới của tự nhiên, theo lớp, bộ, chi và loài, với các đặc điểm, sự khác biệt, tên đồng nghĩa, nơi chốn".
Lần tái bản thứ 10 (1758) được xem là điểm khởi đầu cho danh pháp động vật. Năm 1766–1768 Linnaeus đã tái bản quyển sách lần thứ 12 với nhiều cải tiến, là phiên bản cuối mà ông đứng tên tác giả. Một công trình khác có cùng phong cách và có tên gọi là "Systema Naturae" đã được Johann Friedrich Gmelin xuất bản trong khoảng 1788 và 1793. Ít nhất là từ đầu thập niên 1900, các nhà động vật học công nhận quyển sách này rộng rãi đây là bản cuối cùng trong loạt sách này. Nó cũng được International Commission on Zoological Nomenclature chính thức công nhận trong Opinion 296 (26 tháng 10 năm 1954) là phiên bản thứ 13 của Systema Naturae.

## Phân loại học
Trong quyển sách của ông Imperium Naturæ, Linnaeus đã đưa ra 3 giới Regnum Animale, Regnum Vegetabile và Regnum Lapideum. Theo cách tiếp cận này, hệ thống phân loại gồm 3 giới là Animal (động vật), Vegetable (thực vật) và Minera, đã tồn tại phổ biến trong nhận thức cho đến ngày nay. Hệ thống phân loại chia thành 5 cấp: Giới, lớp, bộ, chi và loài. Trong khi nhiều loài và chi được xem là "của trời cho" (tự nhiên), còn 3 cấp trên đó được cho là do Linnaeus thành lập. Quan niệm đằng sau sự sắp xếp có hệ thống này được áp dụng cho tất cả các nhóm tạo thành một hệ thống dễ nhớ và định hướng, và đây được xem là một thành công lớn của ông.

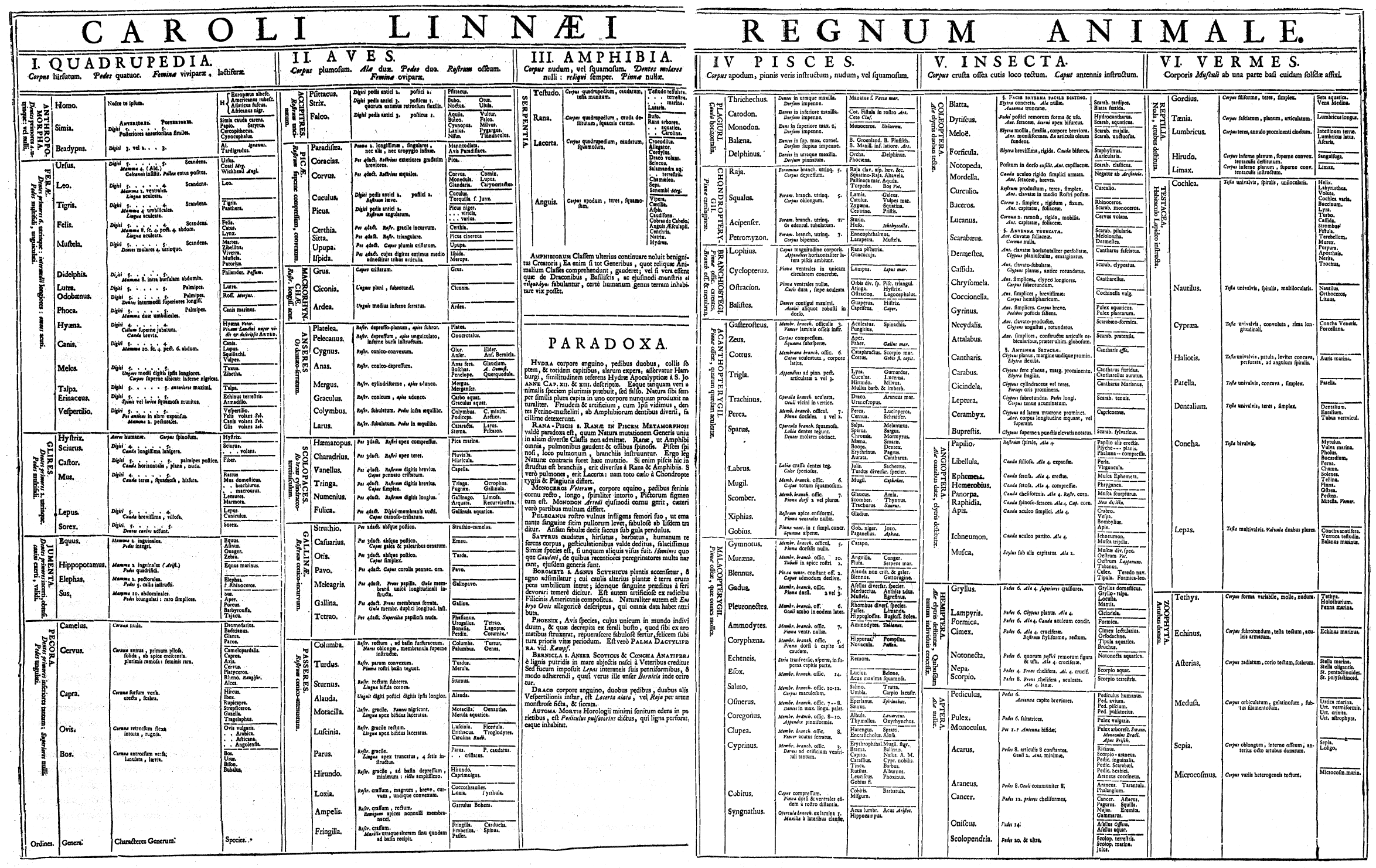
Phân loại động vật năm 1735

Công trình của Linnaeus đã có ảnh hưởng rất lớn đến khoa học; nó là một nền tảng không thể thiếu đối với danh pháp khoa học, hiện được quy định bởi Nomenclature Codes. Hai trong số các công trình của ông gồm, phiên bản đầu tiên của quyển Species Plantarum (1753) về thực vật và phiên bản thứ 10 của quyển Systema Naturæ (1758) được công nhận là những điểm khởi đầu của danh pháp khoa học. Hầu hết tên loài và chi do ông đặt đã được công bố rất sớm và do đó có sự ưu tiên sử dụng tên này trong các công trình sau đó. Trong động vật học có một ngoại lệ, là một chuyên khảo về nhện Thụy Điển, Svenska Spindlar, được Carl Clerck công bố năm 1757, vì vậy những tên gọi được công bố trong công trình này có sự ưu tiên hơn so với tên gọi của Linnus. Tuy nhiên, ảnh hưởng về khoa học của ông phải về giá trị về phân loại học của ông. Tài năng của ông là để thu hút sinh viên trẻ khéo léo hơn và gửi ra nước ngoài để thu thập dữ liệu để thực hiện công việc của ông hơn là ảnh hưởng của nó so với thời của ông. Vào gần cuối thế kỷ 18, hệ thống của ông đã có hiệu quả trở thành hệ thống tiêu chuẩn để phân loại sinh học.

### Giới Động vật
Chỉ trong giới Động vật, các cấp phân loại cao hơn của Linnaeus vẫn ít nhiều được công nhận và một số trong các tên gọi này vẫn còn được sử dụng, nhưng thường không hoàn toàn cho các nhóm giống nhau như Linnaeus đã sử dụng. Ông chi giới Động vật thành 6 lớp trong phiên bản thứ 10 (1758), gồm:
1. Mammalia hay Lớp Thú gồm các loài động vật có vú. Trong phiên bản đầu tiên, cá voi và Lợn biển Tây Ấn được xếp vào nhóm cá.
2. Aves hay Lớp Chim  bao gồm các loài chim. Linnaeus đã loại bỏ dơi ra khỏi nhóm chim và xếp chúng vào nhóm thú.
3. Amphibia bao gồm các loài lưỡng cư, bò sát, và các loài cá không thuộc nhóm Osteichthyes.
4. Pisces gồm cá có xương. Nhóm này bao gồm cá có vây gai (Perciformes) thuộc một bộ riêng.
5. Insecta gồm tất cả các loài arthropoda. Crustacean, arachnid & myriapod được xếp vào nhóm này thuộc bộ "Aptera".
6. Vermes gồm các loài động vật không xương sống còn lại, được chia thành nhóm "sâu", Mollusca và sihn vật có vỏ cứng như echinoderm.

### Giới Thực vật
Các lớp và bộ thực vật do ông xếp theo Systema Sexuale không bao giờ có dự định thể hiện các nhóm tự nhiên (như trái ngược với ordines naturales trong quyển Philosophia Botanica) nhưng chỉ sử dụng trong việc xác định. Chúng đã được sử dụng trong ngữ cảnh đó phù hợp trong thế kỷ 19.

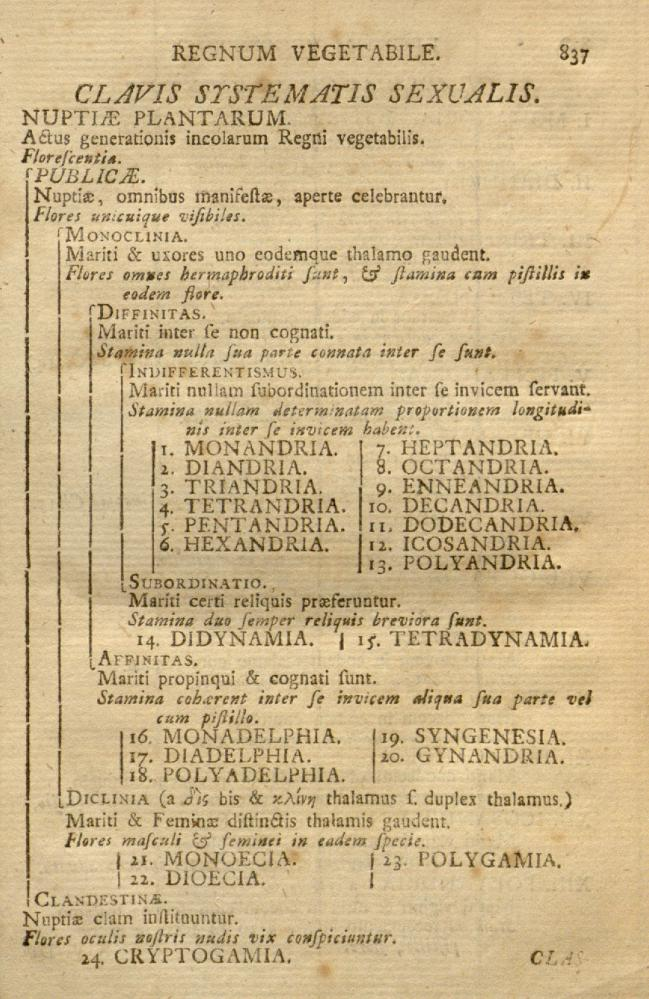
Điểm chính của Sexual System trong phiên bản thứ 10 (1758) của quyển Systema Naturæ

Các lớp thực vật của Linnaean trong Sexual System gồm:
- Classis 1. Monandria
- Classis 2. Diandria
- Classis 3. Triandria
- Classis 4. Tetrandria
- Classis 5. Pentandria
- Classis 6. Hexandria
- Classis 7. Heptandria
- Classis 8. Octandria
- Classis 9. Enneandria
- Classis 10. Decandria
- Classis 11. Dodecandria
- Classis 12. Icosandria
- Classis 13. Polyandra
- Classis 14. Didynamia
- Classis 15. Tetradynamia
- Classis 16. Monadelphia
- Classis 17. Diadelphia
- Classis 18. Polyadelphia
- Classis 19. Syngenesia
- Classis 20. Gynandria
- Classis 21. Monoecia
- Classis 22. Dioecia
- Classis 23. Polygamia
- Classis 24. Cryptogamia

### Giới Khoáng vật
Phân loại của Linnaeus về khoáng vật đã không được sử dụng từ lâu. Trong phiên bản thứ 10 (1758) của quyển Systema Naturæ, các lớp của Linnaean gồm:
- Classis 1. Petræ (đá)
- Classis 2. Mineræ (khoáng vật và quặng)
- Classis 3. Fossilia (hóa thạch và cuội)[10]

## Các phiên bản
| Phiên bản, quyển/phần       | Nơi XB    | Năm     | Chú thích | liên kết với các phiên bản trực tuyến khác                                            |
| --------------------------- | --------- | ------- | --- | ------------------------------------------------------------------------------------- |
| 1                           | Leiden    | 1735    | Linnæus, C. 1735. Systema naturæ, sive regna tria naturæ systematice proposita per classes, ordines, genera, & species. – pp. [1–12]. Lugduni Batavorum. (Haak) | Missouri Botanical Garden                                                             |
| 2                           | Stockholm | 1740    | Linnæus, C. 1740. Systema naturæ in quo naturæ regna tria, secundum classes, ordines, genera, species, systematice proponuntur. Editio secunda, auctior. – pp. [1–2], 1–80. Stockholmiæ. (Kiesewetter) | Google Books                                                                          |
| 3                           | Halle     | 1740    | Lange, J. J. 1740. Caroli Linnaei systema natvrae, sive Regna tria natvrae systematice proposita per classes, ordines, genera et species. Caroli Linnaei Natur-Systema, oder die in ordentlichem Zusammenhange vorgetragene drey Reiche der Natur nach ihren Classen, Ordnungen, Geschlechtern und Arten, in die deutsche Sprache übersetzet und mit einer Vorrede herausgegeben von Johann Joachim Langen. – pp. [1–8], 1–70, [1]. Halle. (Gebauer) | Bayerische Staatsbibliothek München                                                   |
| 4                           | Paris     | 1744    | Linnæus, C. 1744. Systema naturæ in quo proponuntur naturæ regna tria secundum classes, ordines, genera & species. Editio quarta ab auctore emendata & aucta. Accesserunt nomina Gallica. – pp. i–xxvi, [1], 1–108. Parisiis. (David.) | Google Books – CSIC Madrid (not accessible in Aug/Sep 2010)                           |
| 5                           | Halle     | 1747    | Agnethler, M. G. 1747. Caroli Linnæi systema natvræ in qvo natvræ regna tria, secvndvm classes, ordines, genera, species, systematice proponvntvr. Recvsvm et societatis, qvæ impensas contvlit, vsvi accomodatvm. Editio altera avctior et emendatior. – pp. 1–88. Halæ Magdebvrgicæ. | Bayerische Staatsbibliothek München                                                   |
| 6                           | Stockholm | 1748    | Linnæus, C. 1748. Systema naturæ sistens regna tria naturæ, in classes et ordines, genera et species redacta tabulisque æneis illustrata. Editio sexta, emendata et aucta. – pp. [1–3], 1–224, [1–18], Tab. I–VIII. Stockholmiæ. (Kiesewetter) | SUB Göttingen                                                                         |
| 7                           | Leipzig   | 1748    | Linnæus, C. 1748. Systema naturæ sistens regna tria naturæ, in classes et ordines, genera et species redacta tabulisque æneis illustrata. Secundum sextam Stockholmiensem emendatam & auctam editionem. – pp. [A], [1–5], 1–224, [1–22], Tab. I–VIII. Lipsiae. (Kiesewetter) | Bayerische Staatsbibliothek München                                                   |
| 8                           | Stockholm | 1753    | Haartman, J. J. 1753. Caroli Linnæi Indelning i Ö̈rt-Riket, efter Systema Naturae, på Swenska öfwersatt af Johan J. Haartman. – pp. [1–12], 1–136, [1–8]. Stockholm. (Salvius) | Umeå UB Lưu trữ ngày 26 tháng 4 năm 2017 tại Wayback Machine                          |
| 9                           | Leiden    | 1756    | Linnæus, C. 1756. Systema naturæ sistens regna tria naturæ in classes et ordines, genera et species redacta, tabulisque æneis illustrata. Accedunt vocabula gallica. Editio multo auctior & emendatior. – pp. [1–7], 1–227, [1–19], Tab. I–VIII. Lugduni Batavorum. (Haak) | New York Botanical Garden, Bayerische Staatsbibliothek München                        |
| 10, quyển 1                 | Stockholm | 1758    | Linnæus, C. 1758. Systema naturæ per regna tria naturæ, secundum classes, ordines, genera, species, cum characteribus, differentiis, synonymis, locis. Tomus I. Editio decima, reformata. – pp. [1–4], 1–824. Holmiæ. (Salvius) | Bayerische Staatsbibliothek München, SUB Göttingen, Missouri Botanical Garden         |
| 10, quyển 2                 | Stockholm | 1759    | Linnæus, C. 1759. Systema naturæ per regna tria naturæ, secundum classes, ordines, genera, species, cum characteribus, differentiis, synonymis, locis. Tomus II. Editio decima, reformata. – pp. [1–4], 825–1384. Holmiæ. (Salvius) | Missouri Botanical Garden                                                             |
| 11, quyển 1                 | Halle     | 1760    | Linnaeus, C. 1760. Systema natvrae per regna tria natvrae, secvndvm classes, ordines, genera, species, cvm characteribvs, differentiis, synonymis, locis. Tomvs I. Praefactvs est Ioannes Ioachimvs Langivs. Ad editionem decimam reformatam Holmiensem. – pp. [1–8], 1–824. Halae Magdebvrgicae. (Curt). (Linnæus 1758: p. 5 recorded probably this edition as from Leipzig 1762, "nil additum" = nothing added)                                    | New York Botanical Garden (pp. [1–8], 1–338), New York Botanical Garden (pp. 339–824) |
| 12, quyển 1, phần 1         | Stockholm | 1766    | Linné, C. a 1766. Systema naturæ per regna tria naturæ, secundum classes, ordines, genera, species, cum characteribus, differentiis, synonymis, locis. Tomus I. Editio duodecima, reformata. – pp. 1–532. Holmiæ. (Salvius) | SUB Göttingen, Bayerische Staatsbibliothek München                                    |
| 12, quyển 1, phần 2         | Stockholm | 1767    | Linné, C. a 1767. Systema naturæ, Tom. I. Pars II. Editio duodecima reformata. – pp. 533–1327, [1–37]. Holmiæ. (Salvius) | SUB Göttingen, Bayerische Staatsbibliothek München                                    |
| 12, quyển 2                 | Stockholm | 1767    | Linné, C. a 1767. Systema naturæ per regna tria naturæ, secundum classes, ordines, genera, species, cum characteribus & differentiis. Tomus II. – pp. 1–735, [1–16], 1–142, [1–2]. Holmiæ. (Salvius) |                                                                                       |
| 12, quyển 3                 | Stockholm | 1768    | Linné, C. a 1768. Systema naturæ per regna tria naturæ, secundum classes, ordines, genera, species, cum characteribus & differentiis. Tomus III. – pp. 1–236, [1–20], Tab. I–III. Holmiæ. (Salvius) | SUB Göttingen                                                                         |
| 12a ("13"), quyển 1, phần 1 | Vienna    | 1767    | Linné, C. a 1767. Systema naturæ per regna tria naturae, secundum classes, ordines, genera, species cum characteribus, differentiis, synonymis, locis. Tomus I. Editio decima tertia, ad editionem duodecimam reformatam Holmiensem. – pp. 1–532. Vindobonae. (Trattnern) | NCSU Libraries – Missouri Botanical Garden, Google Books                              |
| 12a ("13"), quyển 1, phần 2 | Vienna    | 1767    | Linné, C. a [1767]. Systema naturæ. Tom. I. Pars II. – pp. [1–2], 1–1327, [1–37]. Vindobonae. (Trattnern) | NCSU Libraries, Missouri Botanical Garden, Google Books                               |
| 12a ("13"), quyển 2         | Vienna    | 1770    | Linné, C. a 1770. Systema natvrae per regna tria natvrae, secvndvm classes, ordines, genera, species cvm characteribvs, et differentiis. Tomvs II. Editio decima tertia, ad editionem duodecimam reformatam Holmiensem. – 1–736, [1–6]. Vindobonae. (Trattnern) | NCSU Libraries, Missouri Botanical Garden, New York Botanical Garden, Google Books    |
| 12a ("13"), quyển 3         | Vienna    | 1770    | Linnaeus, C. 1770. Systema natvrae per regna tria natvrae, secvndvm classes, ordines, genera, species cvm characteribvs, et differentiis. Tomvs III. – 1–236, [1–19]. Vindobonae. (Trattnern) | NCSU Libraries, Missouri Botanical Garden, Google Books                               |
| 12b, quyển 1                | Göttingen | 1772    | Beckmann, J. 1772. Caroli a Linné systema naturae ex editione duodecima in epitomen redactum et praelectionibus academicis accommodatum a Iohanne Beckmanno. Tomus I. Regnum Animale. – pp. [1–5], 1–240, [1–10]. Gottingae. (Vandenhoeck) | NCSU Libraries                                                                        |
| 12b, quyển 2                | Göttingen | 1772    | Beckmann, J. 1772. Caroli a Linné systema naturae ex editione duodecima in epitomen redactum et praelectionibus academicis accommodatum a Iohanne Beckmanno. Tomus II. Regnum Vegetabile. – pp. 1–356, [1–32]. Gottingae. (Vandenhoeck) | NCSU Libraries                                                                        |
| 13, quyển 1, phần 1         | Leipzig   | 1788    | Gmelin, J. F. 1788. Caroli a Linné systema naturae per regna tria naturae, secundum classes, ordines, genera, species, cum characteribus, differentiis, synonymis, locis. Tomus I. Editio decima tertia, aucta, reformata. – pp. [1–12], 1–500. Lipsiae. (Beer) | Missouri Botanical Garden, NCSU Libraries                                             |
| 13, quyển 1, phần 3         | Leipzig   | [1789]  | Gmelin, J. F. [1789]. Caroli a Linné, systema naturae. Tom. I. Pars II. – pp. 501–1032. Lipsiae. (Beer) | Missouri Botanical Garden, NCSU Libraries                                             |
| 13, quyển 1, phần 3         | Leipzig   | [1789]  | Gmelin, J. F. [1789]. Caroli a Linné, systema naturae. Tom. I. Pars III. – pp. 1033–1516. Lipsiae. (Beer) | Missouri Botanical Garden, NCSU Libraries                                             |
| 13, quyển 1, phần 4         | Leipzig   | [1790]  | Gmelin, J. F. [1790]. Caroli a Linné, systema naturae. Tom. I. Pars IV. – pp. 1517–2224. Lipsiae. (Beer) | Missouri Botanical Garden, NCSU Libraries                                             |
| 13, quyển 1, phần 5         | Leipzig   | [1790]  | Gmelin, J. F. [1790]. Caroli a Linné, systema naturae. Tom. I. Pars V. – pp. 2225–3020. Lipsiae. (Beer) | Missouri Botanical Garden, NCSU Libraries                                             |
| 13, quyển 1, phần 6         | Leipzig   | [1791]  | Gmelin, J. F. [1791]. Caroli a Linné, systema naturae. Tom. I. Pars VI. – pp. 3021–3910. Lipsiae. (Beer) | Missouri Botanical Garden, NCSU Libraries                                             |
| 13, quyển 1, phần 7         | Leipzig   | [1792]  | Gmelin, J. F. [1792]. Caroli a Linné, systema naturae. Tom. I. Pars VII. – pp. [1], 3911–4120. Lipsiae. (Beer) | Missouri Botanical Garden                                                             |
| 13, quyển 1, phần 1         | Leipzig   | 1791    | Gmelin, J. F. 1791. Caroli a Linné systema naturae per regna tria naturae, secundum classes, ordines, genera, species, cum characteribus et differentiis. Tomus II. Editio decima tertia, aucta, reformata. – pp. [1], I–XL, 1–884. Lipsiae. (Beer) | Missouri Botanical Garden, NCSU Libraries, Bayerische Staatsbibliothek München        |
| 13, quyển 1, phần 2         | Leipzig   | [1791]? | Caroli a Linné, systema naturae. Tom. II. Pars II. – pp. [1], 885–1661, [1]. Lipsiae. (Beer) | Missouri Botanical Garden, Bayerische Staatsbibliothek München                        |
| 13, quyển 3                 | Leipzig   | 1793    | Gmelin, J. F. 1793. Caroli a Linné (...) systema naturae per regna tria naturae, secundum classes, ordines, genera, species, cum characteribus et differentiis. Tomus III. Editio decima tertia, aucta, reformata. – pp. 1–476. Lipsiae. (Beer) | Missouri Botanical Garden, NCSU Libraries, Bayerische Staatsbibliothek München        |